# یانوو (استان پودلاسکی)
یانوو (به لاتین: Janów) یک روستا در لهستان است که در گمینا یانوو (استان پودلاسکی) واقع شده‌است.